# Jurong Binje (Jangka Buya)
Jurong Binje is een bestuurslaag in het regentschap Pidie Jaya van de provincie Atjeh, Indonesië. Jurong Binje telt 981 inwoners (volkstelling 2010).